# Ferry Kyoto
Die Ferry Kyoto (japanisch フェリーきょうと) ist ein 2021 in Dienst gestelltes Fährschiff der japanischen Reederei Meimon Taiyō Ferry. Sie steht auf der Strecke von Osaka nach Kitakyūshū im Einsatz.

## Geschichte
Die Ferry Kyoto wurde am 28. Juli 2020 unter der Baunummer 1220 in der Werft von Mitsubishi Heavy Industries in Shimonoseki auf Kiel gelegt und am 13. Mai 2021 ausgedockt. Nach ihrer Ablieferung an Meimon Taiyō Ferry (auch bekannt als City Line) am 10. Dezember 2021 nahm sie am 16. Dezember den Fährdienst von Osaka nach Kitakyūshū (über den Hafen Shin Moji) auf. Im März 2022 folgte ihr Schwesterschiff Ferry Fukuoka. 
Die Ferry Kyoto ersetzte die 2002 in Dienst gestellte Ferry Kyoto II, die anschließend nach Südkorea verkauft wurde.
An Bord der Ferry Kyoto können bis zu 675 Passagiere reisen. Diese sind in verschiedenen Kabinenkategorien untergebracht, die von Mehrbettzimmern im Stil eines Kapselhotels über verschieden große Privatkabinen bis hin zu Suiten reichen. Zudem gibt es eigene Kabinen für alleinreisende weibliche Gäste. Zu den weiteren Einrichtungen an Bord zählen ein Restaurant, ein Bordshop, öffentliche Bäder (Sentō), eine Lounge, ein Bereich mit Arcade-Spielen, ein Kinderspielzimmer und Verkaufsautomaten mit Getränken und Snacks. Wertgegenstände können in einem Raum mit Schließfächern aufbewahrt werden.